# Ayashi no Ceres
Ayashi no Ceres (jap. 妖しのセレス, Ayashi no Seresu, dt. „Die mysteriöse Ceres“) ist eine Manga-Serie der japanischen Zeichnerin Yū Watase aus den Jahren 1996 bis 2000, die auch als Anime und Romanreihe umgesetzt wurde. Sie lässt sich dem Genre des Shōjo zuordnen.

## Handlung
Das Mädchen Aya Mikage erwacht an ihrem 16. Geburtstag als Himmelsfee (天女, tennyo, wörtlich: „Himmelsfrau“). Ihre Erstinkarnation Ceres kam vor 5000 Jahren auf die Erde und wurde dort von einem jungen Fischer ihres Federkleides (羽衣, hagoromo) beraubt. Er nahm sie zur Frau und zeugte mit ihr Kinder, wohlweislich geheim haltend, dass er ihr Federkleid gestohlen hatte. Auch lieh sie ihm einen Teil ihrer Kräfte, die er dazu missbrauchte, andere Stämme anzugreifen. Als sie dies jedoch herausbekam, brachte sie ihren Mann um.
In jeder Generation ihrer Nachfahren wird sie nun wiedergeboren, um ihr Federkleid zu finden und sich an der Reinkarnation ihres Mannes, der ihr Federkleid geraubt hatte, zu rächen. Jedoch stellt sich Ayas Zwillingsbruder Aki als die jetzige Wiedergeburt des Mannes von Ceres heraus. Als die in Aki schlummernde Reinkarnation erwacht, versucht er, die Liebe von Aya zu erlangen. Diese ist jedoch in den mysteriösen Tōya verliebt und über die plötzliche und gewalttätige körperliche Zuneigung Akis verwirrt. Zudem muss sie fliehen, da ihre einflussreiche Familie nach der Entdeckung, dass sie die Reinkarnation von Ceres ist, ihr nach dem Leben trachtet.

## Charaktere
Aya Mikage/Ceres (御景 妖)
Die 16-jährige Tochter eines Mitglieds des Mikage-Clans und Erbin des reinen Blutes der Himmelsfee. Sie ist ein sehr dickköpfiges Mädchen, sie tut stets nur das, was sie für richtig hält und streitet sich oft mit ihrem Bruder Aki. Sie verliebt sich in Tōya, den Jungen, der ihr ihren ersten Kuss geraubt hat, und fühlt sich, trotz seines Auftrages, sie umzubringen, sehr zu ihm hingezogen. Im Verlauf der Geschichte werden Aya und Tōya ein Paar und kämpfen gemeinsam gegen die Familie Mikage, bis zu der Nacht, in der Tōya getötet wird und Aya erfährt, dass sie von ihm ein Kind erwartet. Zum Schluss kommt Toya wieder und rettet Aya. In ihr wiedergeboren ist die Himmelsfee Ceres. Diese versucht, die Familie Mikagi umzubringen, um ihr Mana wiederzuerlangen.
Aki Mikage (御景 明)
Der Zwillingsbruder von Aya und direkter Nachfahre von Mikagi, dem Mann, der Ceres das Federkleid stahl und sie zwang bei ihm zu bleiben. Aki ist eigentlich ein sehr netter und vor allem fürsorglicher Junge, doch nach einem Treffen mit Ceres, die sagte, er hätte ihr Federkleid versteckt, versucht er mehr und mehr sich an sein früheres Leben zu erinnern und verliert irgendwann seinen Körper an sein früheres Ich. Am Ende stirbt er um seine Schwester zu retten.
Tōya (十夜)
Ein geheimnisvoller Mann, der sich, weil er sein Gedächtnis verloren hat, in den Dienst der Familie Mikage stellt und somit zu Ayas Feind wird. Als die Familie bemerkt, dass Tōya Ayas Kräften widerstehen kann, bekommt er den Auftrag, sie zu beobachten. Dabei muss er erkennen, dass er sie liebt, und beschließt die Mikages zu verlassen. Er ist stets zurückhaltend, nachdenklich und gibt wenig von sich preis, nicht zuletzt, weil er Ayas nicht verletzen will. Mit Ayas Hilfe erlangt Tōya eines Tages seine Erinnerungen zurück: Er lebte zurückgezogen mit einem alten Mann auf der Insel Hajijojima, zu der Aya als kleines Kind einen Ausflug machte. Seitdem ging sie ihm nicht mehr aus dem Kopf und so machte er sich auf die Suche nach ihr. Nach und nach verlieben sich Toya und Aya ineinander und bekommen zum Schluss ein Kind zusammen. Schließlich erfährt man, dass Toya von dem Himmelskleid, das in Wirklichkeit Mana ist, erschaffen wurde, um es Ceres zurückzubringen.
Yūhi Aogiri (梧 雄飛)
Der uneheliche Sohn der Familie Aogiri wohnt zusammen mit seiner Schwägerin und wird eines Tages von ihr beauftragt Aya aus dem Hause Mikage zu befreien. Fortan ist er Ayas Beschützer und verliebt sich in sie, doch sie kann seine Liebe nicht erwidern, so bleibt er stets an ihrer Seite. Er ist ein begeisterter Koch, weshalb bei ihm die Essstäbchen wohl auch als Waffen ihre Verwendung finden. Am Ende wird er von Toya gebeten sich um Aya zu kümmern, da er bald sterben wird.
Suzumi Aogiri (梧 納涼)
Die Frau des ersten Sohnes aus dem Hause Aogiri, die selbst Nachfahrin einer Himmelsfee ist, aber nur geringe kinetische Fähigkeiten besitzt. Sie verlor ihren Mann kurz nach der Hochzeit und auch das Kind, mit dem sie schwanger gewesen war. Yūhi konnte gerade noch verhindern, dass sie sich ihr Leben nahm. Sie ist eine sehr liebevolle und ausgeglichene Person, die das Tanzen sehr liebt. Sie kümmert sich immer fürsorglich um Aya.
Shuro Tsukasa (司 珠呂)
Die Stimme der bekannten Band „Gesang“ ist Shuro Tsukasa. Eine C-Genomer, also ebenfalls Nachfahrin einer Himmelsfee, die auf das Medikament der Mikages aber erst sehr spät reagiert. Aya erfährt, dass Shuro, die sich als Jungen ausgibt, ein Federkleid besitzt und freundet sich deshalb mit 'ihm' an, erfährt aber sehr schnell, dass Shuro doch kein Mann und das Federkleid eine Fälschung ist. Kurz darauf verliert Shuro ihren Cousin Kei, in den sie verliebt ist und deshalb die Band mit ihm gegründet hat. Kei hat das Medikament nicht vertragen und ist daran gestorben. Seitdem steht Shuro Aya zur Seite und hilft ihr bei der Suche nach dem Federkleid. Am Ende verbraucht Shuro all ihre Kraft um Aya aus dem Labor der Mikages zu befreien und stirbt.
Chidori Kuruma (来間 千鳥)
Eine recht jung gebliebene 16-jährige Nachfahrin einer anderen Himmelsfee, die ein Foto von der fliegenden Ceres geschossen hat und deshalb eines Tages vor der Tür des Hauses Aogiri steht. Sie kümmert sich um ihren kleinen Bruder, der bei einem Familienunglück, bei dem die Eltern starben, schwer verletzt worden ist und jetzt kaum mehr laufen kann. Schon nach kurzer Zeit verliebt sich Chidori in Yūhi, der das aber nicht so toll findet, weil er in Aya verliebt ist. Chidori ist darum sauer auf Aya. Sie lebt bei ihren Großeltern und das Haus wird von Aogiris Leuten überwacht, dennoch schaffen es die Soldaten der Mikages das Mädchen und ihren Bruder zu entführen und in deren Labor zu bringen. Als Yūhi und Tōya versuchen sie zu befreien, wird sie erschossen und stirbt in Yūhis Armen.
Miori Sahara
Die Cousine von Aya. Als sie herausbekommt, dass ihre Mutter bei der Zeremonie starb, bei der Ceres in Aya erwachte, gab sie allein Aya die Schuld daran und beschloss, sich an ihr zu rächen. Durch das Medikament wurden ebenfalls die Himmelsfeengene in ihr erweckt. Da Miori eine Nachfahrin von Ceres ist, erwachte diese auch in ihr. Sie setzte sich mit Kagami in Verbindung, welcher sich Miori zunutze machte, um Ceres zu fangen. Miori wurde Teil einer Intrige, in der sie Toya und Aya auseinander bringen sollte. Sie verliebte sich in ihn und die Erinnerung, die ihm eingesetzt wurde, demnach er sein ganzes Leben mit ihr verbracht habe. Als sie jedoch herausfand, dass Toya trotz einer Sperre in seinem Kopf, die verhindern sollte, dass er sich an Aya erinnert, so starke Gefühle für Aya hat, gab sie auf. Sie stürzte sich in die Tiefe und starb, um Aya zu verletzen.

## Konzeption
Der Manga basiert auf der alten japanischen „Legende vom Federkleid“ (羽衣伝説, Hagoromo Densetsu), die der Sage um die Schwanenjungfrau ähnelt. Diese Geschichte liegt der Handlung von Ayashi no Ceres als Auslöser zu Grunde.

## Veröffentlichung
Ayashi no Ceres erschien in Japan von Ausgabe 17/1996 (5. August 1996) bis Ausgabe 4/2000 (20. Januar März) in Einzelkapiteln im Manga-Magazin Shōjo Comic. Diese Einzelkapitel wurden vom Verlag Shōgakukan auch in 14 Sammelbände (Tankōbon) zusammengefasst. Von Oktober 2005 bis Januar 2006 erschien eine siebenbändige Bunkoban-Neuausgabe.
In Japan erschien auch ein Artbook zur Serie.
Der Manga wurde in Spanien von Glénat, in den USA von Viz Media und in Frankreich von Editions Tonkam herausgebracht. Die Reihe wurde außerdem ins Italienische übersetzt. Auf Deutsch erschien Ayashi no Ceres von November 2002 bis Dezember 2004 komplett bei Egmont Manga und Anime. Die Übersetzung stammt von Antje Bockel.

## Adaptionen

### Anime
Das Studio Pierrot produzierte zum Manga eine 24-teilige Anime-Serie, bei der Hajime Kamegaki Regie führte. Das Charakterdesign entwarf Hideyuki Motohashi und die künstlerische Leitung übernahm Shigenori Takada. Die Serie wurde vom 20. April bis zum 28. September 2000 durch den Sender WOWOW in Japan ausgestrahlt.
Die Serie wurde ins Englische, Französische, Spanische und Italienische übersetzt.

#### Synchronisation
| Rolle          | Japanischer Sprecher (Seiyū) |
| -------------- | ---------------------------- |
| Aya Mikage     | Yumi Kakazu                  |
| Ceres          | Junko Iwao                   |
| Aki Mikage     | Susumu Chiba                 |
| Tōya           | Katsuyuki Konishi            |
| Yūhi Aogiri    | Kentarō Itō                  |
| Suzumi Aogiri  | Mayumi Asano                 |
| Shuro Tsukasa  | Chihiro Kusaka               |
| Chidori Kuruma | Ayako Kawasumi               |
| Kagami Mikage  | Tomokazu Sugita              |

#### Musik
Die Musik der Serie komponierte Ryō Sakai. Der Vorspanntitel ist Scarlet (スカーレット, Sukāretto), getextet von Ken Takahashi, komponiert von Taisuke Sawachika und gesungen von Junko Iwao. Für den Abspann verwendete man für die ersten 15 Folgen One – Kono Yo ga Hatete mo Hanarenai (ONE〜この世が果てても離れない〜) und ab Folge 16 Cross My Heart je getextet von Yuriko Mori, komponiert von Ryō Sakai und interpretiert von der Rockband Day-break. Für die letzte Folge wurde ebenfalls zum Abschluss Scarlet verwendet.

### Roman
Basierend auf den Manga schrieb Megumi Nishizaki eine Romanreihe die ebenfalls bei Shōgakukan erschien. Die einzelnen Bände waren:
- Ayashi no Ceres: Episode of Tooya. Juni 2000, ISBN 4-09-421271-X
- Ayashi no Ceres: Episode of Shuro. September 2000, ISBN 4-09-421272-8
- Ayashi no Ceres: Episode of Aki. Januar 2001, ISBN 4-09-421273-6
- Ayashi no Ceres: Episode of Miku Jōkan. Juni 2001, ISBN 4-09-421274-4
- Ayashi no Ceres: Episode of Miku Chūkan. Juli 2001, ISBN 4-09-421275-2
- Ayashi no Ceres: Episode of Miku Gekan. August 2001, ISBN 4-09-421276-0

## Rezeption und Interpretation
Ayashi no Ceres gewann im Jahr 1998 den 43. Shōgakukan-Manga-Preis in der Kategorie Shōjo.
Die Geschichte wird nicht nur als Konfrontation von Aya mit der Bedrohung ihrer Ermordung gesehen, sondern auch als Konfrontation mit ihrer Pubertät. So sei Ceres, von der sie besessen ist, ein Symbol für ihre eigene Weiblichkeit, die nun Veränderung in ihr Leben bringt und sie zwingt, das Leben neu zu sehen.
Laut der Fachzeitschrift AnimaniA zeigt das Werk eine deutliche Weiterentwicklung von Yū Watase seit Fushigi Yūgi. Der Zeichenstil habe sich zu einer körperbewussten Inszenierung gewandelt, Die Handlung sei flüssig und konsequent erzählt und die Charaktere zeigten eine ausgeprägte Gefühlswelt. Dabei werde die „melancholische und fatalistische Atmosphäre“ immer wieder durch Slapstick-Einlagen durchbrochen. Die Anime-Umsetzung sei treu am Original und die relativ billige Produktionsweise wirke sich nur an wenigen Stellen negativ aus.